# Arrats
Arrats je 162 km dolga reka v jugozahodni Franciji, levi pritok Garone. Izvira na planoti Lannemezana, od koder teče pretežno v severni smeri. V Garono se izliva južno od Valence d'Agen.
Skupaj z reko Arrats de devant tvori umetno jezero Réservoir de l'Astarac.

## Geografija

### Porečje
levi pritoki
| - Orbe (18,1 km) - Arrats de devant (14,1) |

### Departmaji in kraji
Reka Arrats teče skozi naslednje departmaje in kraje:
- Hautes-Pyrénées
- Haute-Garonne
- Gers: Mauvezin, Saint-Clar,
- Tarn-et-Garonne.